# Brunskogs keramik
Brunskogs Keramik var ett svenskt företag, grundat 1982 av Birte Karlsson och Iain Hagard i Brunskog, Arvika kommun. De tillverkade till största delen brukskeramik i lergods efter egen formgivning. Företaget upplöstes 22 oktober 2019.

## Historik
Birte Karlsson och Iain Hagard träffades 1979 på Nittsjö Keramik utanför Rättvik. Iain Hagard flyttade från Coventry i England till Nittsjö i Dalarna för att arbeta som drejare på Nittsjö Keramik. Birte Karlsson arbetade där ett par somrar under studietiden. De sökte sedan tillsammans efter en lokal där de kunde starta en keramikverkstad. Brunskogs Keramik grundades 1982 av Birte och Iain. Verkstaden låg vid sjön Värmeln på Brunskogs Hembygdsgård, Skutboudden i Brunskog. Birte och Iain har årligen mellan 1982 och 2018 deltagit på festivalen Gammelvala, samt Hantverksmässan, Höstmarknaden och Julmarknaden på Skutboudden. De har tillverkat muggar, lampskärmar, lyktor, amplar, krukor, skålar, vaser med mera. Till största delen arbetade Birte och Iain var och en för sig, men en del av produktionen var gemensam. Företaget upplöstes 22 oktober 2019.
Iain har hållit i keramikkurser för vuxna, barn och synskadade. För några av kurserna har även Birte varit ledare.
1984 besökte riksdagens kulturutskott verkstaden.

## Arbetsprocess
Leran som användes var till största delen en rödbrännande lergodslera. Efter drejning och beskickning/putsning dekorerades föremålen med engobe. Engoben var ofta infärgad med metalloxider. Även vax användes vid dekoreringen. Godset brändes till ca. 1050 °C. De arbetade främst med brukskeramik i egen formgivning, men även med unika föremål. Arbetsmetoder och material var till stor del de samma som användes förr vid framställning av traditionellt lergods.

## Birte Karlsson och Iain Hagard
Birte Karlsson föddes 8 november 1953 i Timmernabben, Ålem, Kalmar län. Hon utbildade sig 1974-1976 på Hellidens folkhögskola. 1977-1982 gick hon på Konstfack i Stockholm. Under studietiden studerade hon bland annat vid Orrefors glasbruk.
Iain Hagard föddes 29 januari 1950. På 1970-talet utbildade han sig på King Alfreds College of Education, Winchester och Harrow College of Art (studio pottery) i London. Efter utbildningen arbetade han vid olika keramikverkstäder i England såsom Green Farm Pottery i Suffolk, Elephant and Castle Pottery i London och Billingshurst Pottery i Sussex. 1979-1981 arbetade Iain som drejare på Nittsjö Keramik.
Birte Karlsson och Iain Hagard var medlemmar i Arvika konsthantverk och Värmlands Konsthantverkare.

## Utställningar
Birte Karlsson och Iain Hagard har ställt ut keramik, på Värmlands museum, Rackstadmuseet samt flera gallerier. De finns bland annat representerade på Värmlands museum och Arvika kommun. Birte och Iain har även deltagit på utställningar i Norge, Danmark, England och Japan.
- 1983 - Gammelvala, Brunskog, Sverige. De ställde ut tillsammans med keramikern Per Erik Aronson samt åtta bildkonstnärer: Barbro Hedström, Bo Andersson, Leif Nilsson, Erling Ärlingsson, Sigurd Hagegård, Göran Hagegård, Margareta Bergeå och Jard Rollén.[18]

- 1984 - Galleri Solbacka, Vikene, Sverige. Där ställde de ut med Lisa Aurell, Leif Nilsson, Bo Andersson, Jard Rollén, Jerry Andersson, Mike Forss, Barbro Hedström, Jörgen Zetterquist, Solveig Rudström-Svensson, Levi Eismark och Anton Grabenhofer.[19]

- 1984 - Arvika Konsthall, Arvika, Sverige. Birte Karlsson visade akvareller. Ett 50-tal utställare medverkade, bland annat Lisa Aurell, Jard Rollén, Jörgen Zetterquist och Kenneth Börjesson.[20]

- 1984 - Tønsberg, Norge.[17]

- 1985 - Henley-on-Thames, England.[17]

- 1985 - Konställaren, Arvika, Sverige. De ställde ut brukskeramik, samt unika föremål. Birte Karlsson ställde även ut akvareller.[21]

- 1986 - Bergen, Norge.[17]

- 1986 - Arvika Konsthall, Arvika, Sverige. Tio konsthantverkare från KIF-Värmland ställde ut. Temat var "Svartvitt". Birte Karlsson visade amplar, vaser, klot och skålar i svart. Föremålen var bland annat dekorerade med djurmotiv. Övriga utställare var Karin Lööf, Mia Grönkvist, Lisa Wahlström, Ulla Nilsson, Tord Nyquist, Marie Yderland, Inge-Britt Sander, Lena Nyström-Solberg och Lola Westerberg från Sveriges konsthantverkare och industriformgivare.[22]

- 1987 - Hagfors, Sverige.[17]

- 1989 - Kaolin, Stockholm, Sverige.[17]

- 1989 - Sillegården, Västra Ämtervik, Sverige.[17]

- 1990 - Svendborg, Danmark.[17]

- 1990 - Värmlands konsthantverkare, Karlstad, Sverige. Tema "Tradition och trend". Keramiken var framställd i traditionell teknik men i modern formgivning. Där visades skålar, fat, muggar, vaser, taklampor och andra bruksföremål.[15]

- 1993 - Arvika Konsthall, Arvika, Sverige. Tema "Blått". De ställde bland annat ut keramiktavlor med fågelmotiv, tillverkade av Birte Karlsson. De som deltog i utställningen var medlemmar i Värmlands Konsthantverkare. Bland annat Kaj Stuart Beck, Ulla Nilsson, Kerstin Andersson, Per Erik Aronsson, Anders Fredholm, Mio Nilsson., Steven Jones, Madam Glas, Lena Söderlund, Hans Thyberg, Christina Ekelund, Eva Berg, Merete Bramsen, Joachim Bramsen, Anna Dahlen och Inga Lena Karlsson.[23]

- 1993 - White Gallery, Nishinomiya, Japan.[17]

- 1993 - Nanko Townhall, Japan.[17]

- 1995 - Gammelvalas konstutställning, Brunskog, Sverige. Där ställde de ut tillsammans med Leif Henrik Nilsson, Jan Ove Ekstedt, Jard Rollén, Ove Holmqvist, Bo Andersson, Gunilla Brander-Smedberg och Ulla Nilsson-Hjelm.[24]

- 1995 - Värmlands Konsthantverkare, Karlstad, Sverige. Julutställning för medlemmar i Värmlands Konsthantverkare.[25]

- 1996 - Heidruns förlag, Torsby, Sverige.[17]

- 1996 - Konstfrämjandet, Karlstad, Sverige.[17]

- 1997 - Värmlands Museum, Karlstad, Sverige. En utställning med Värmlands Konsthantverkare, som pågick under sommaren.[17][26]

- 1997 - Arvika Konsthall, Arvika, Sverige.[17]

- 2000 - Arvika konsthantverk, Arvika, Sverige. Fönsterutställning.[14]

- 2011 - Arvika Konsthantverk, Arvika, Sverige. De ställde ut där under september månad tillsammans med Anders Fredholm och Anki Johansson. Temat för utställningen var "Vaser, blommor och amplar".[16]

## Signering
Birte signerade sina föremål med BIRTE, B, BK eller BR (monogram). Iain signerade sina föremål med IAIN eller IH. Föremålen signerades även med en månskära som är en stämpel för Brunskogs Keramik.

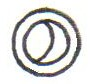
Verkstadsstämpel som användes mellan 1982 och 2019.
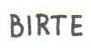
Stämpel som användes av Birte Karlsson från 1982.
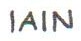
Stämpel som användes av Iain Hagard från 1982.
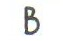
Stämpel som användes av Birte Karlsson från 1982.
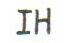
Stämpel som användes av Iain Hagard från 2009.
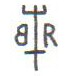
Stämpel som användes av Birte Karlsson från 1982.
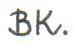
Stämpel som användes av Birte Karlsson från 2009.

### Verkstaden

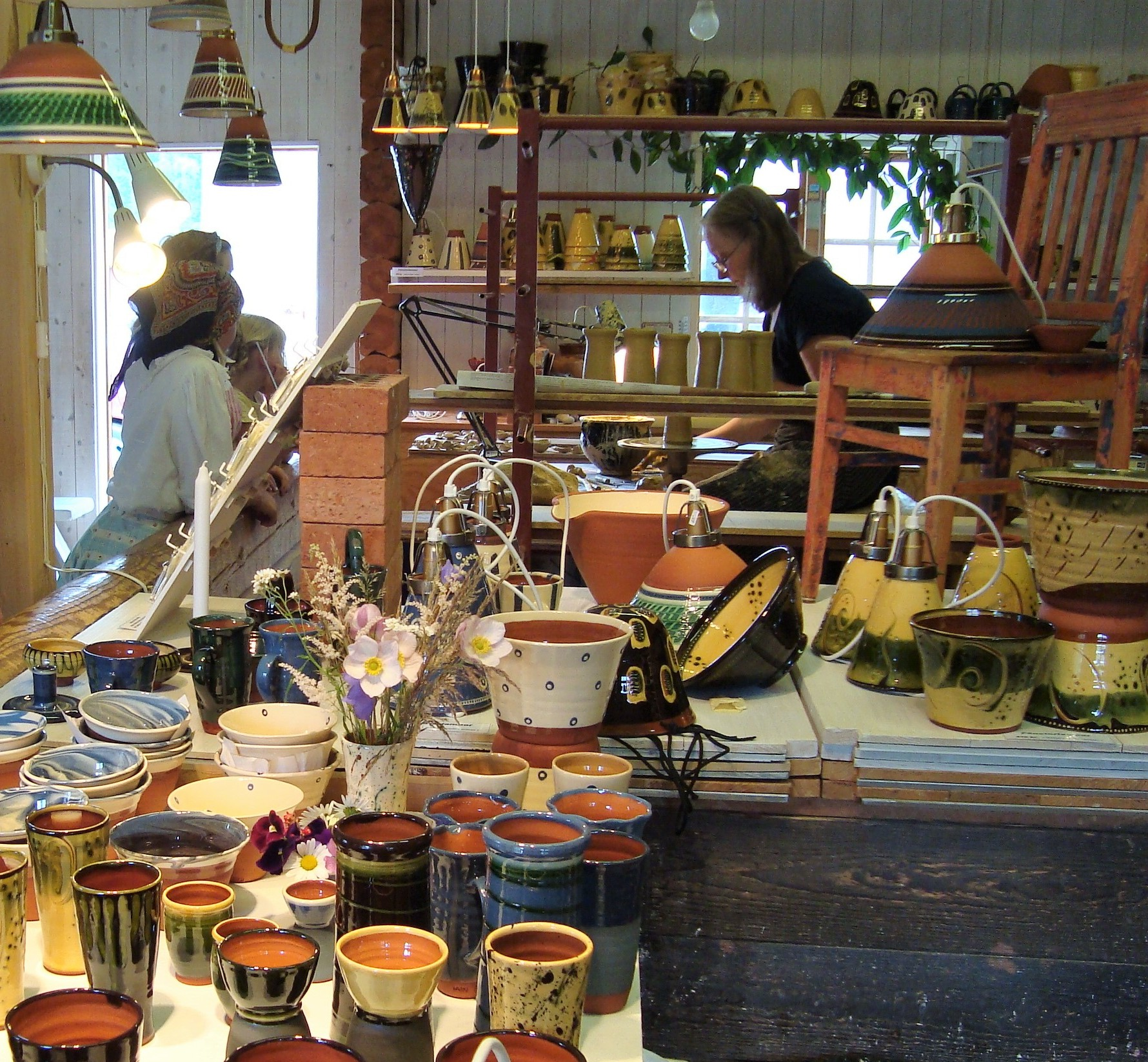
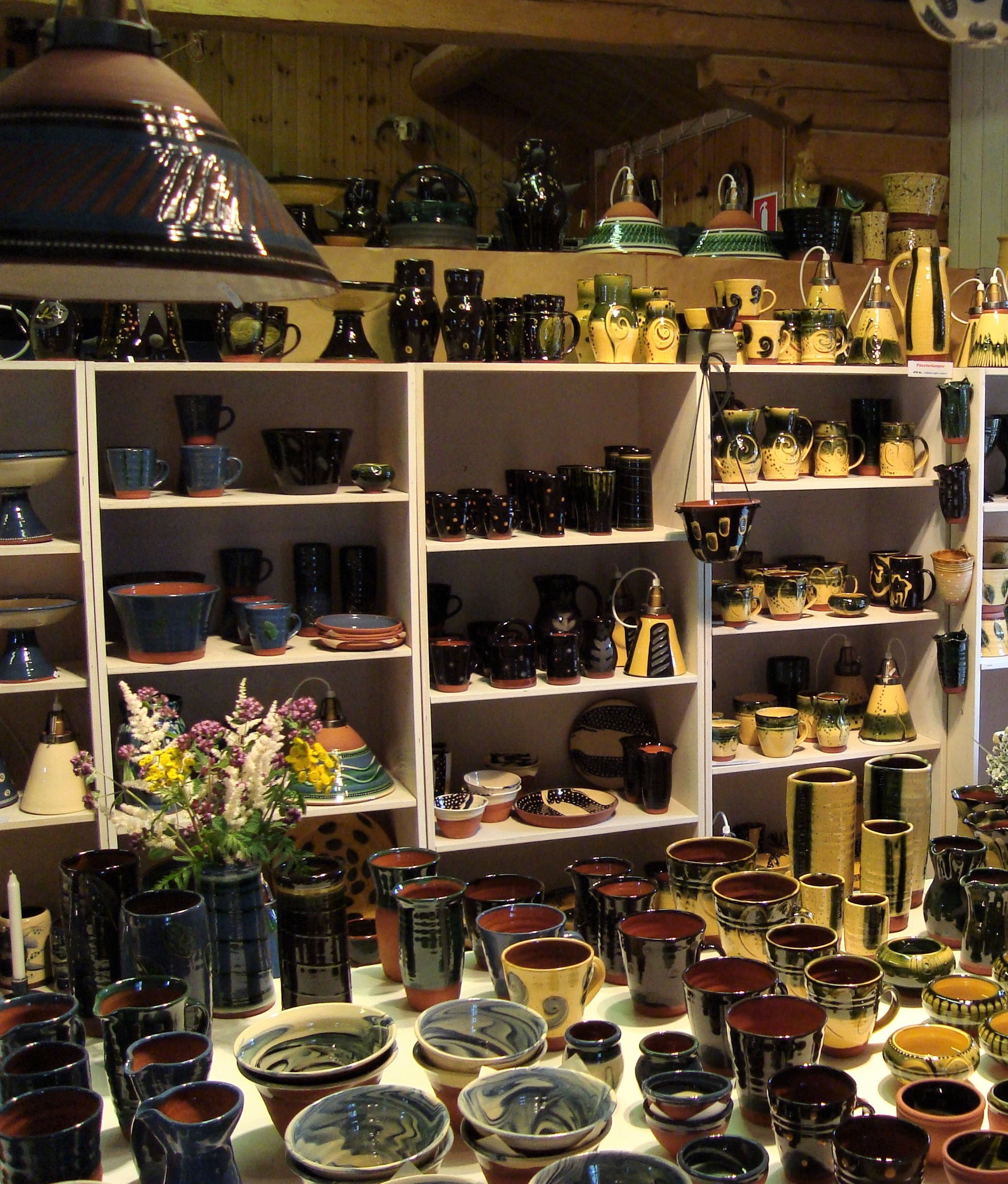
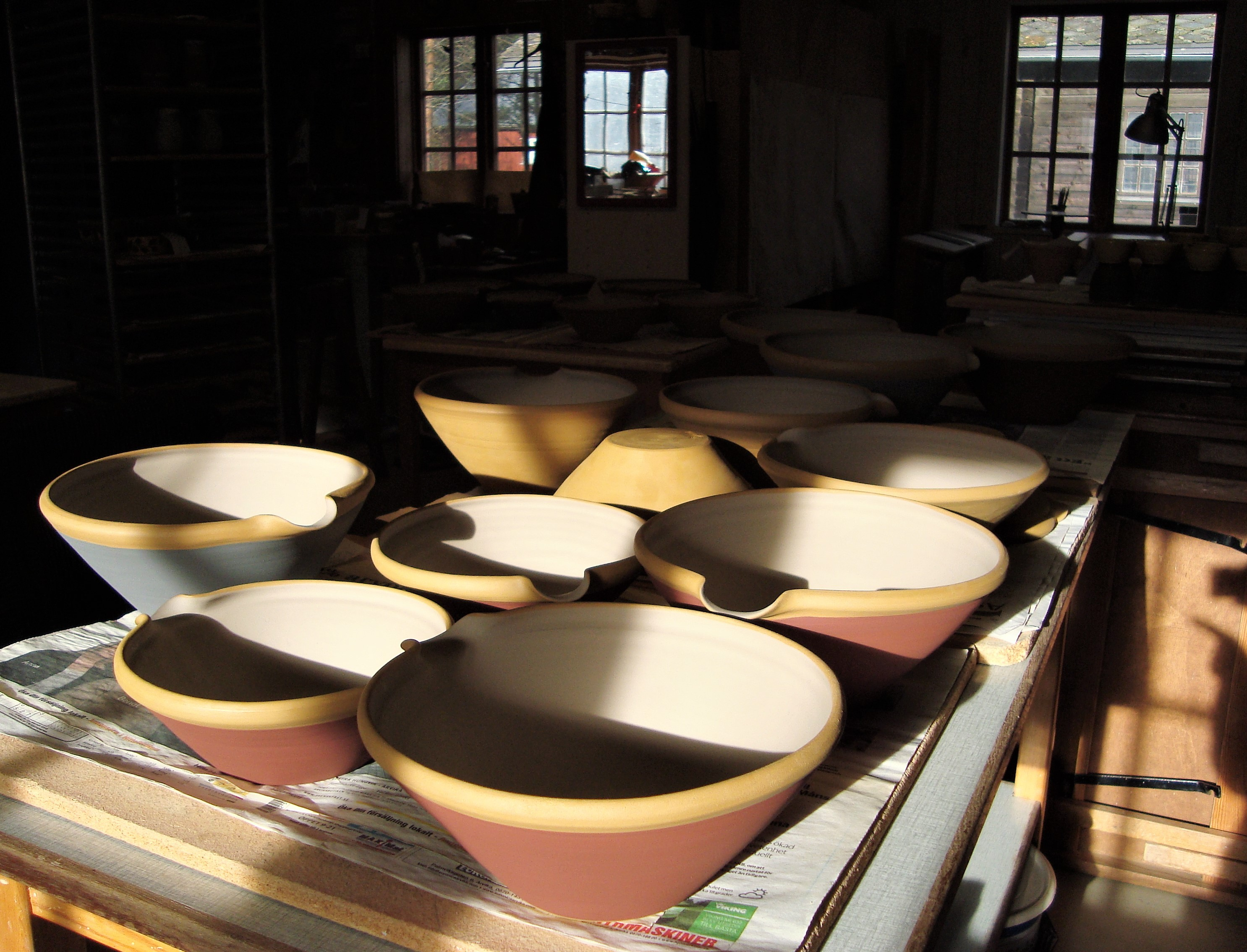

## Bilder

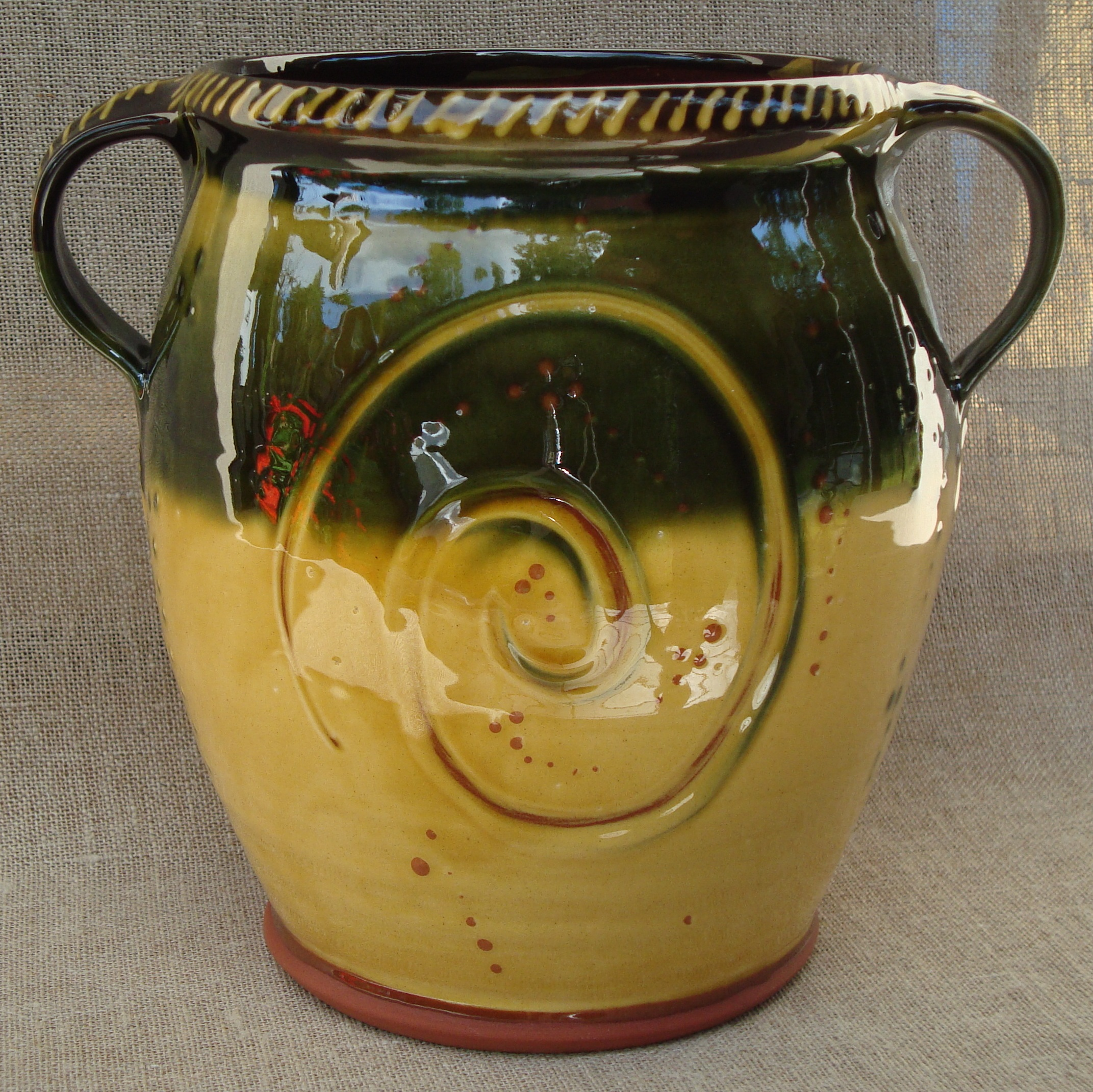
Kruka
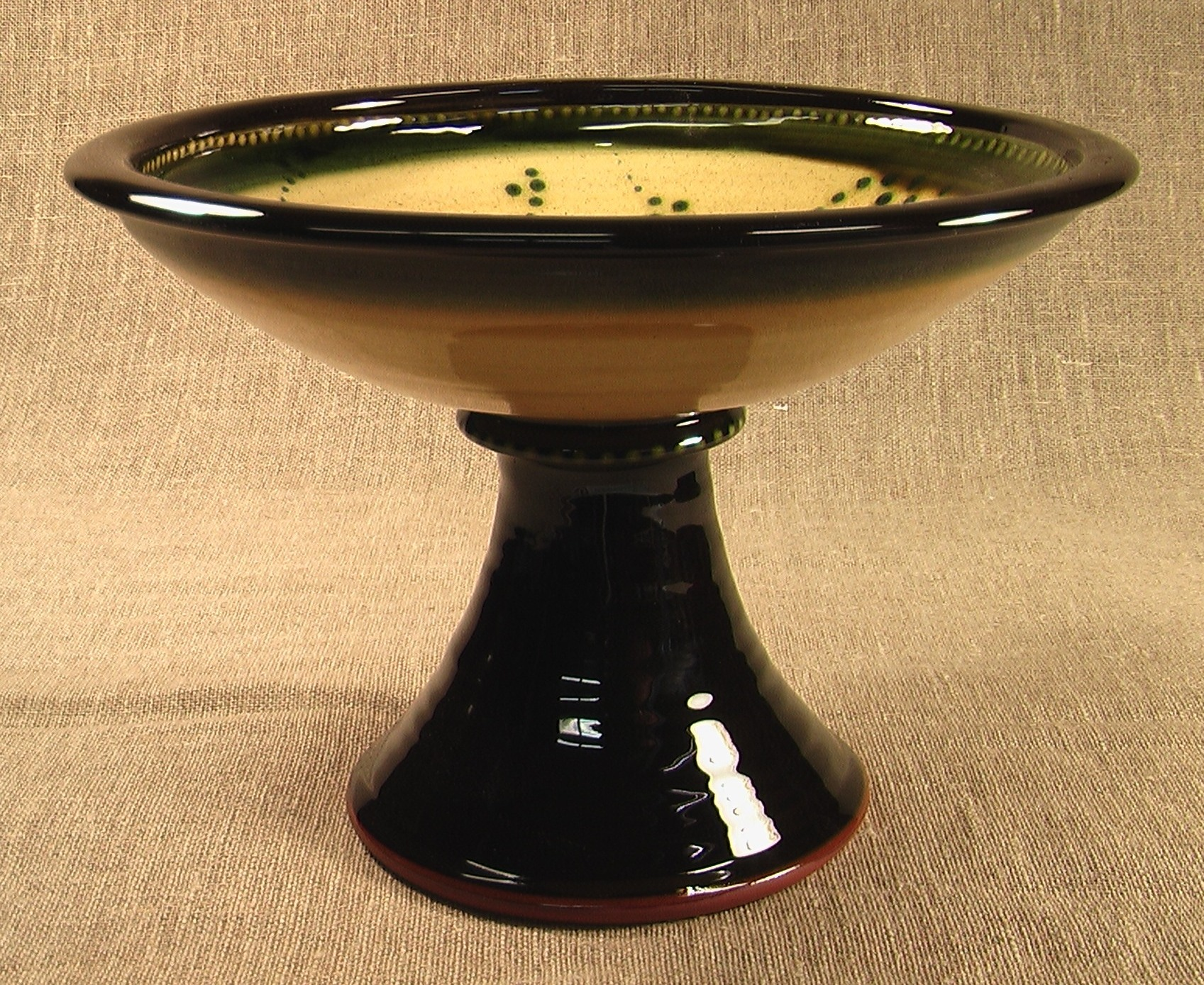
Skål med fot
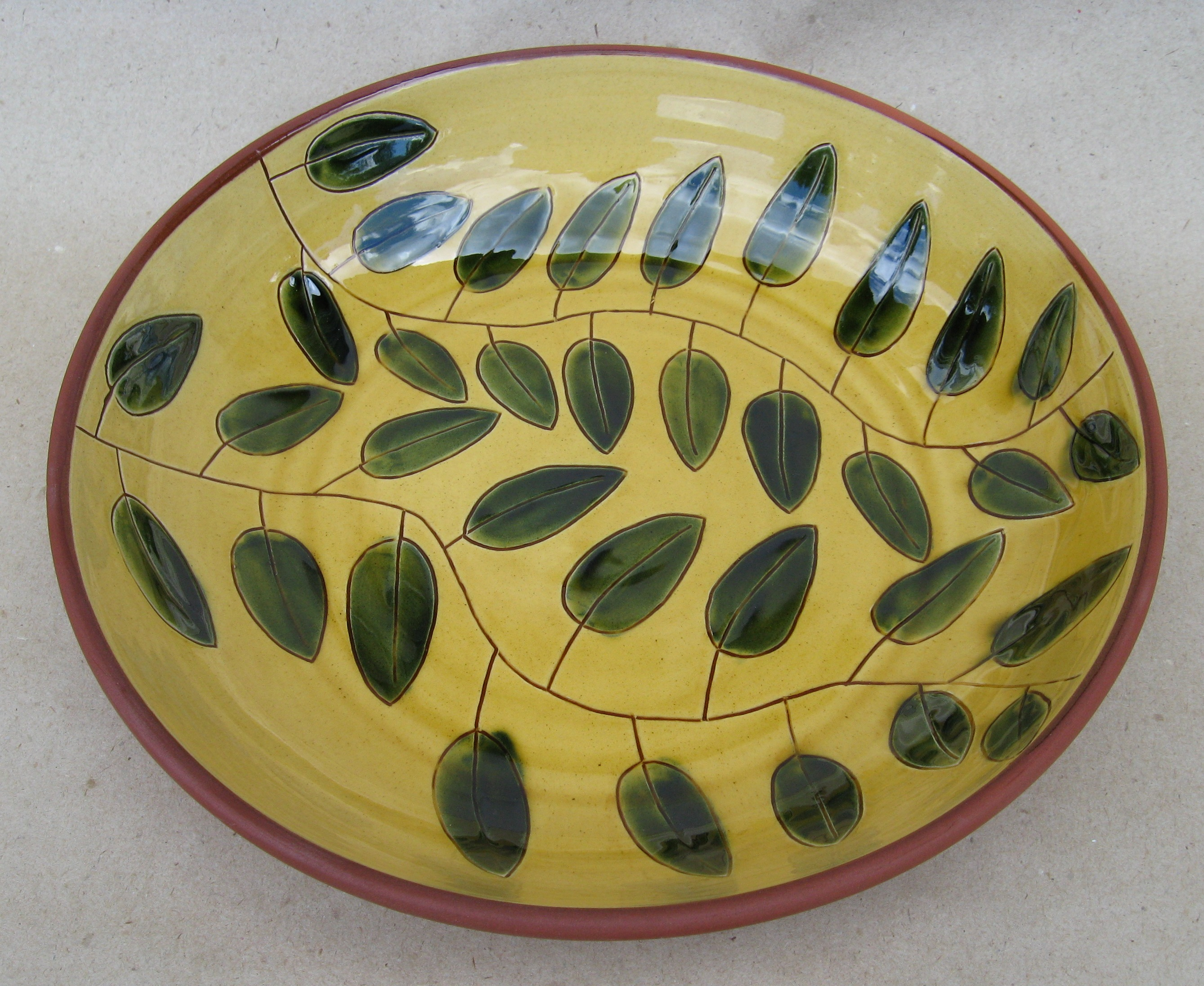
Fat med löv
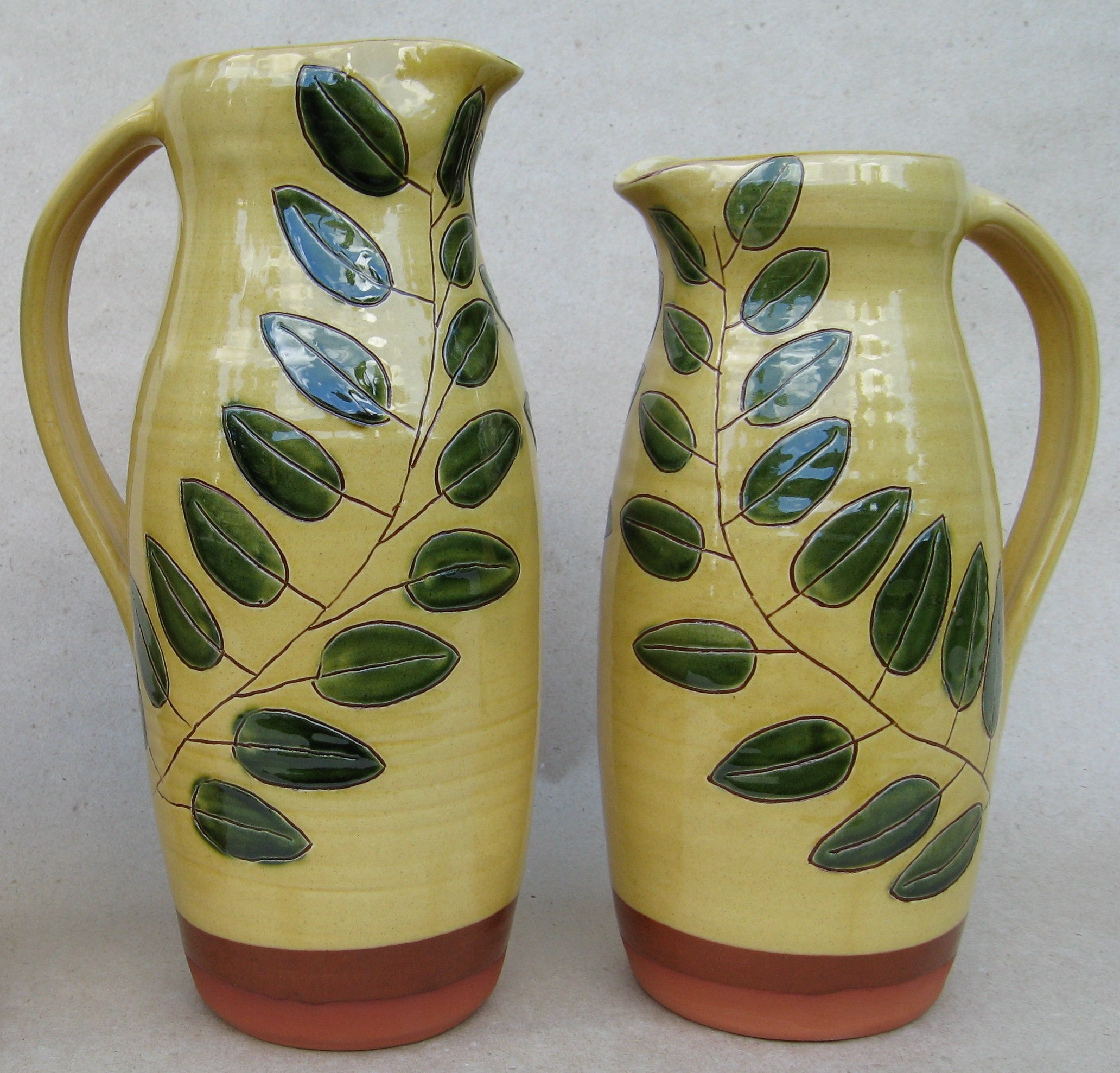
Kannor med löv
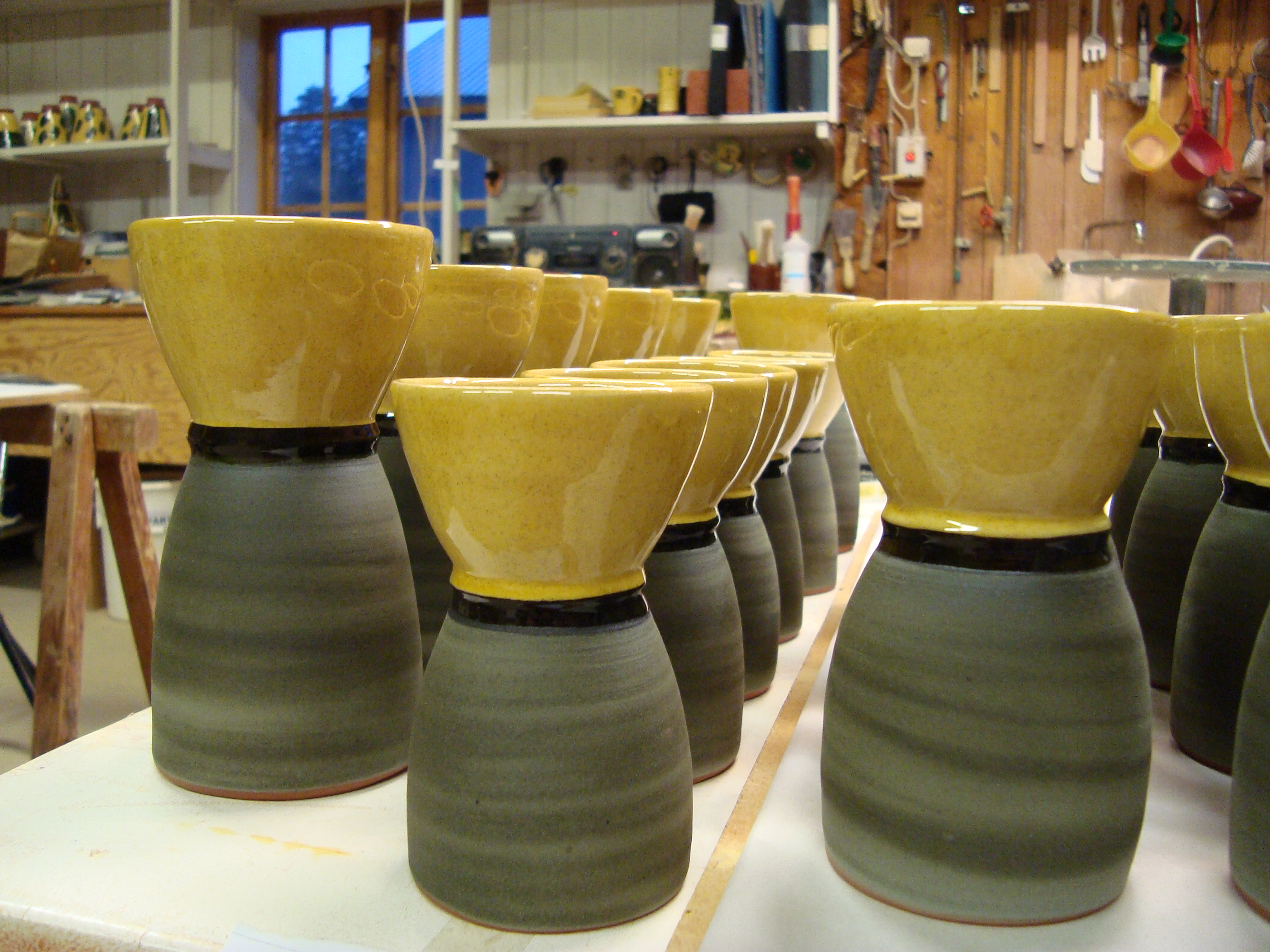
Vaser
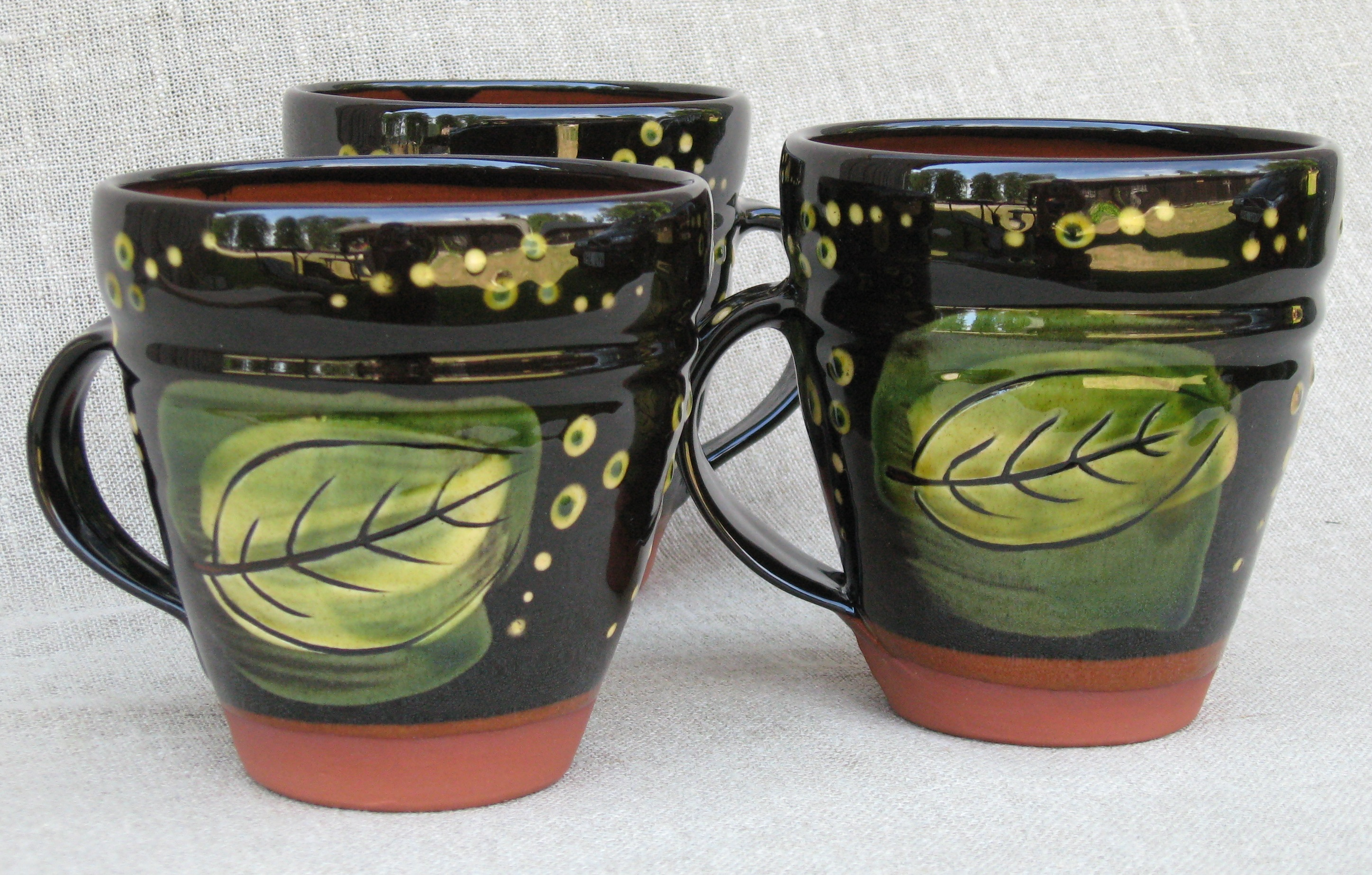
Temuggar
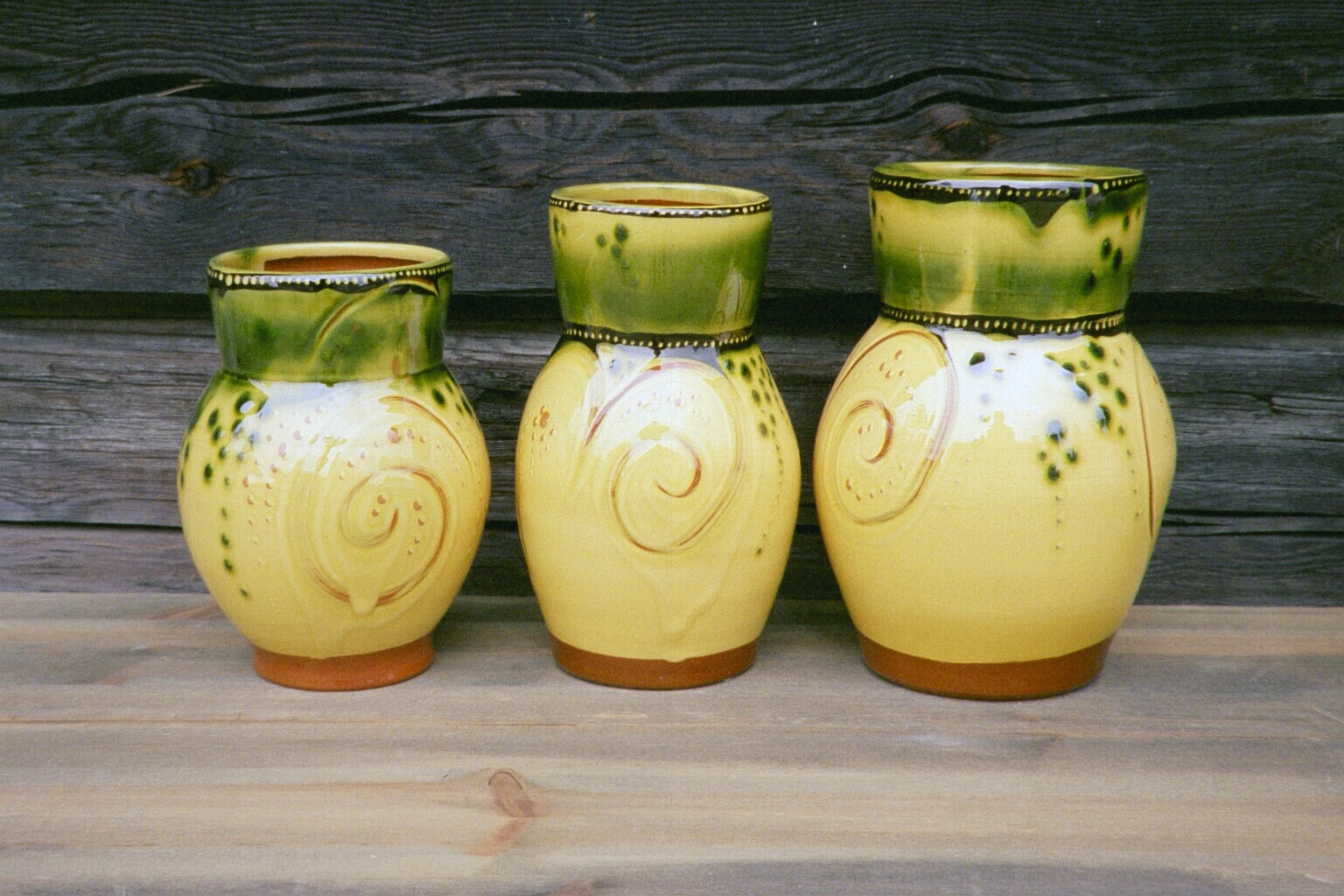
Vaser
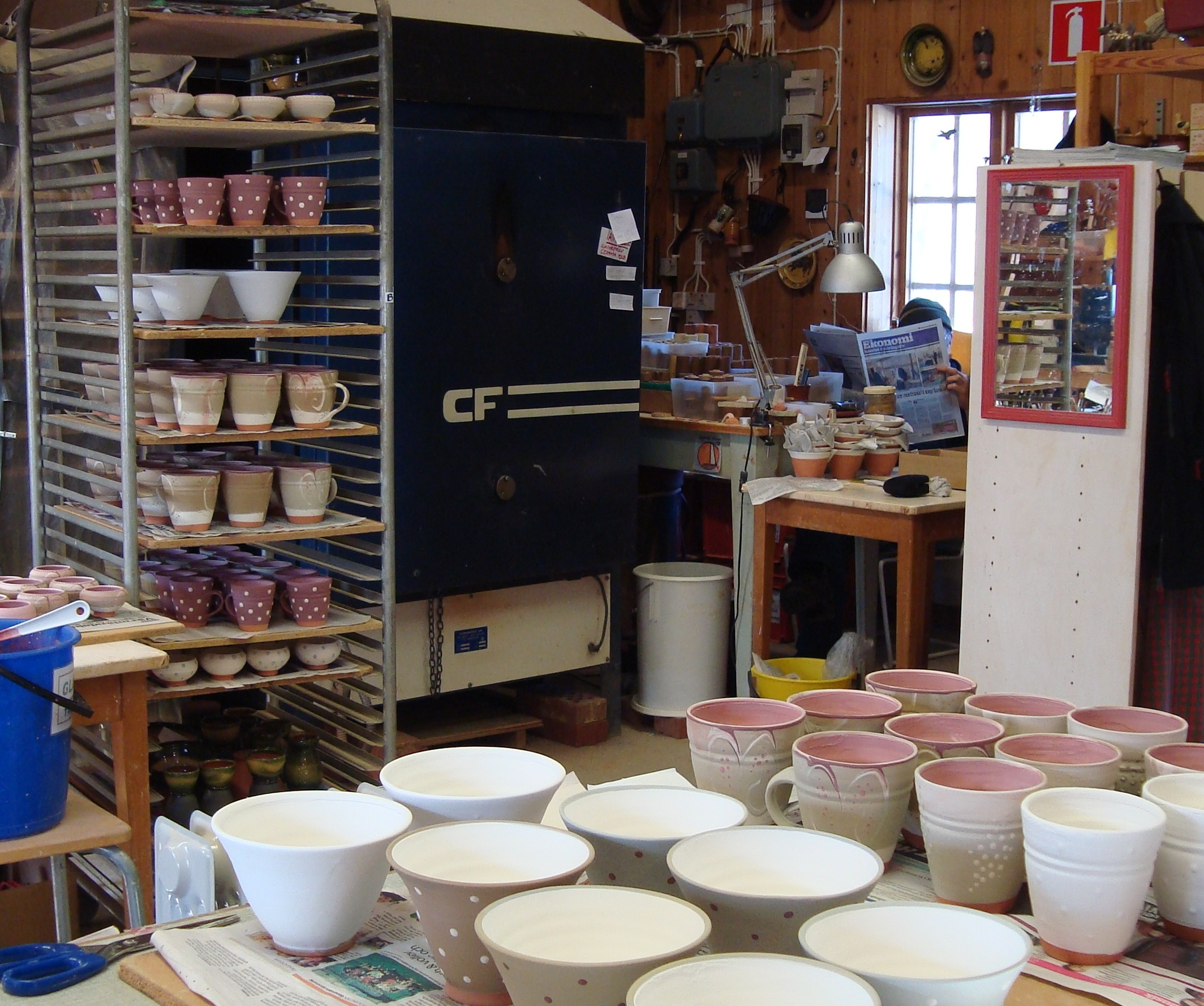
Verkstaden
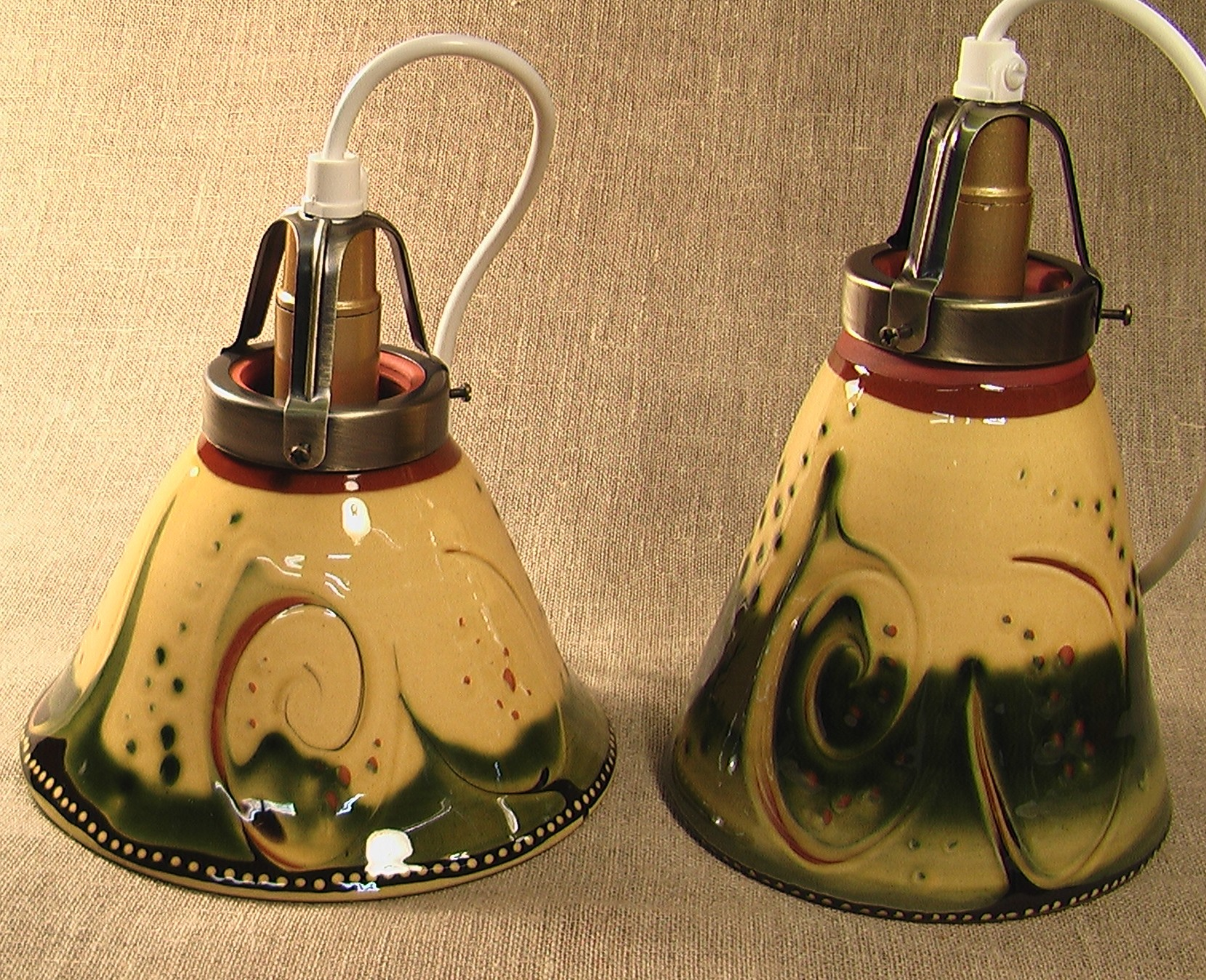
Lampskärmar
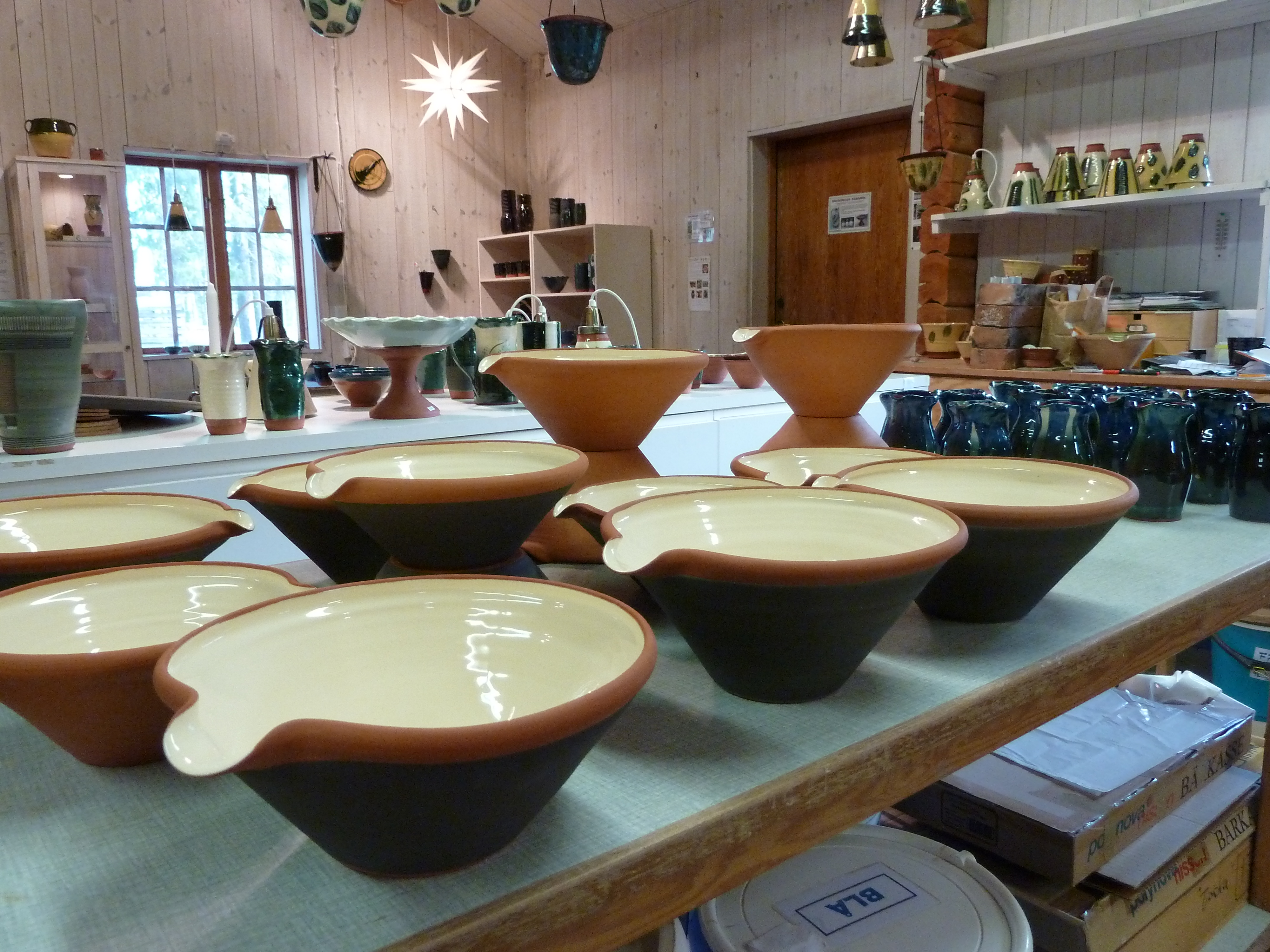
Spilkumar
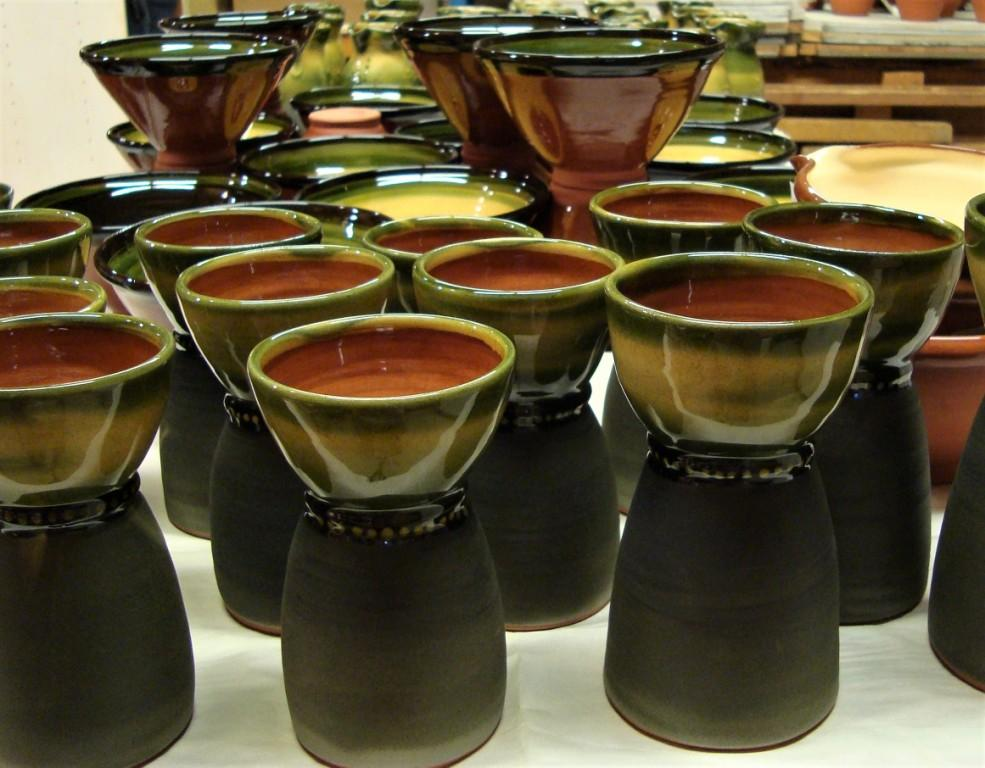
Vaser
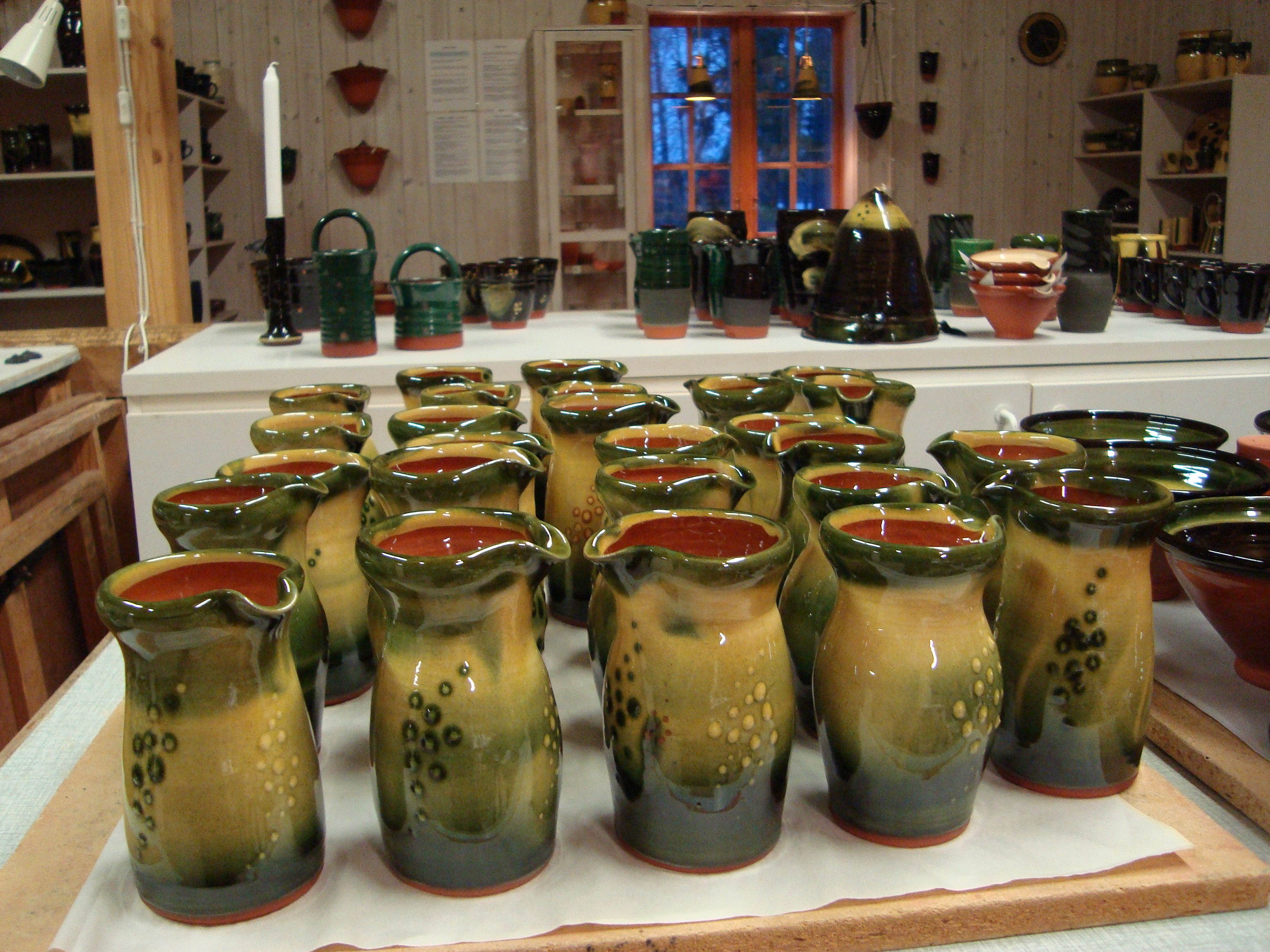
Verkstaden
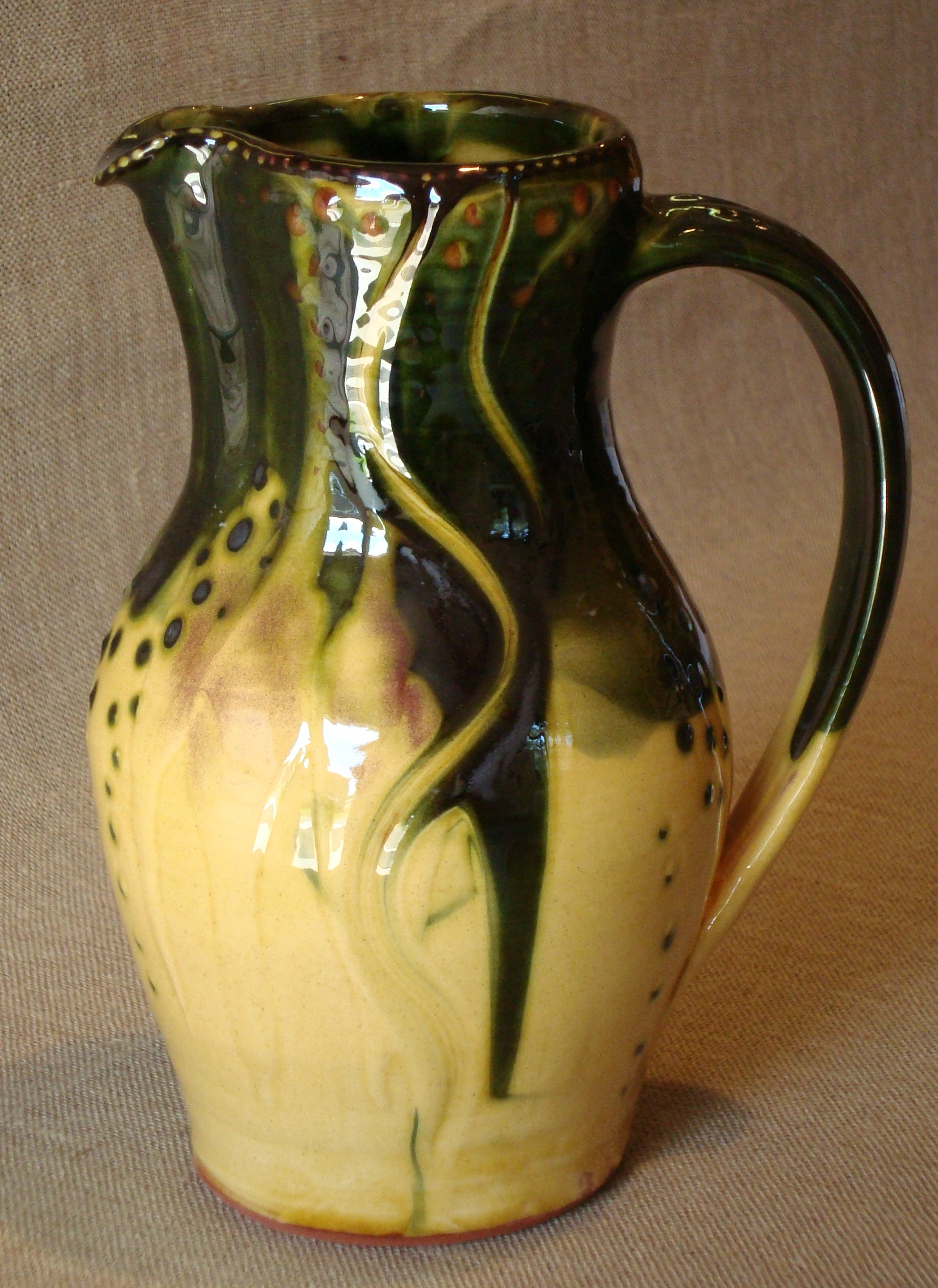
Kanna
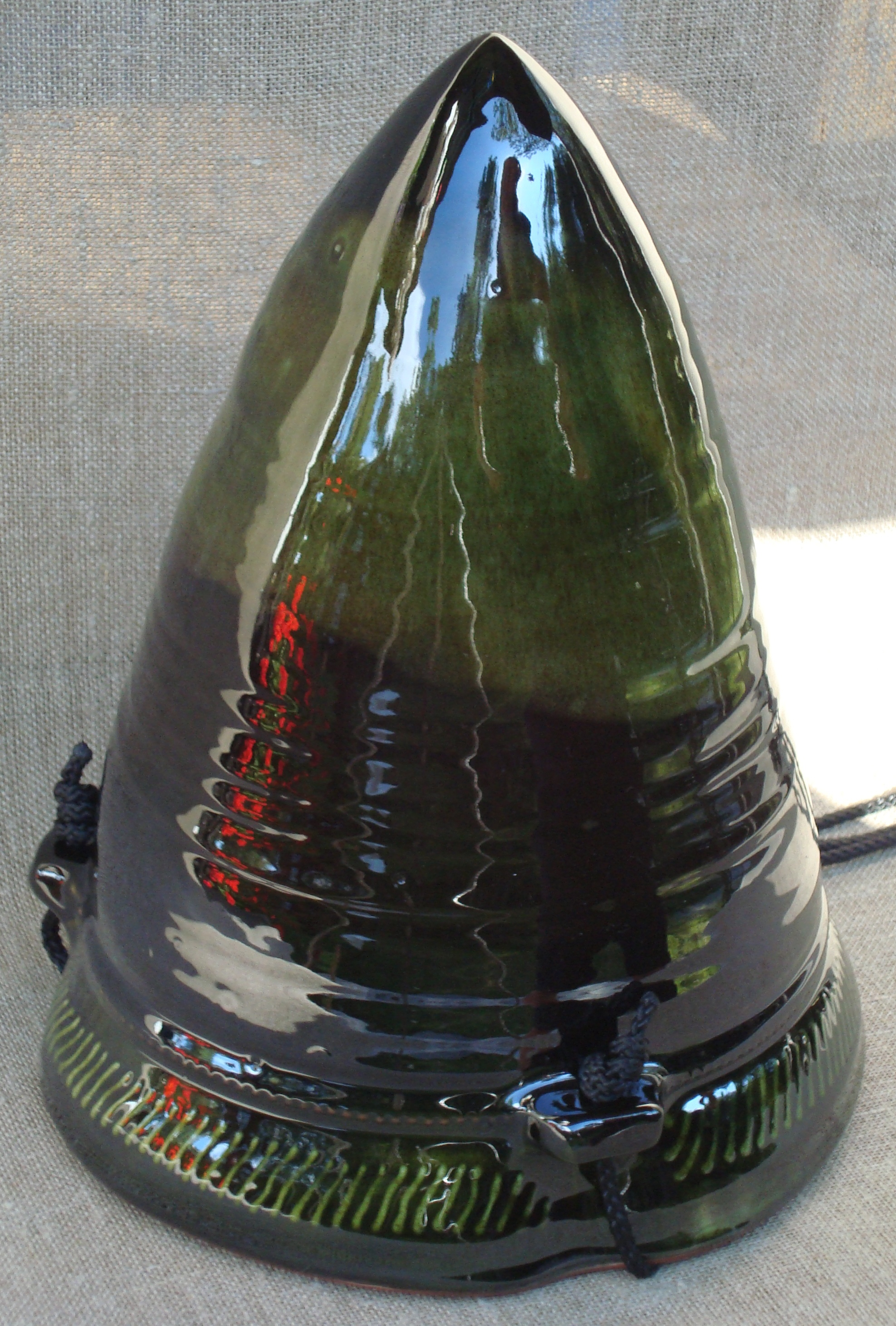
Ampel
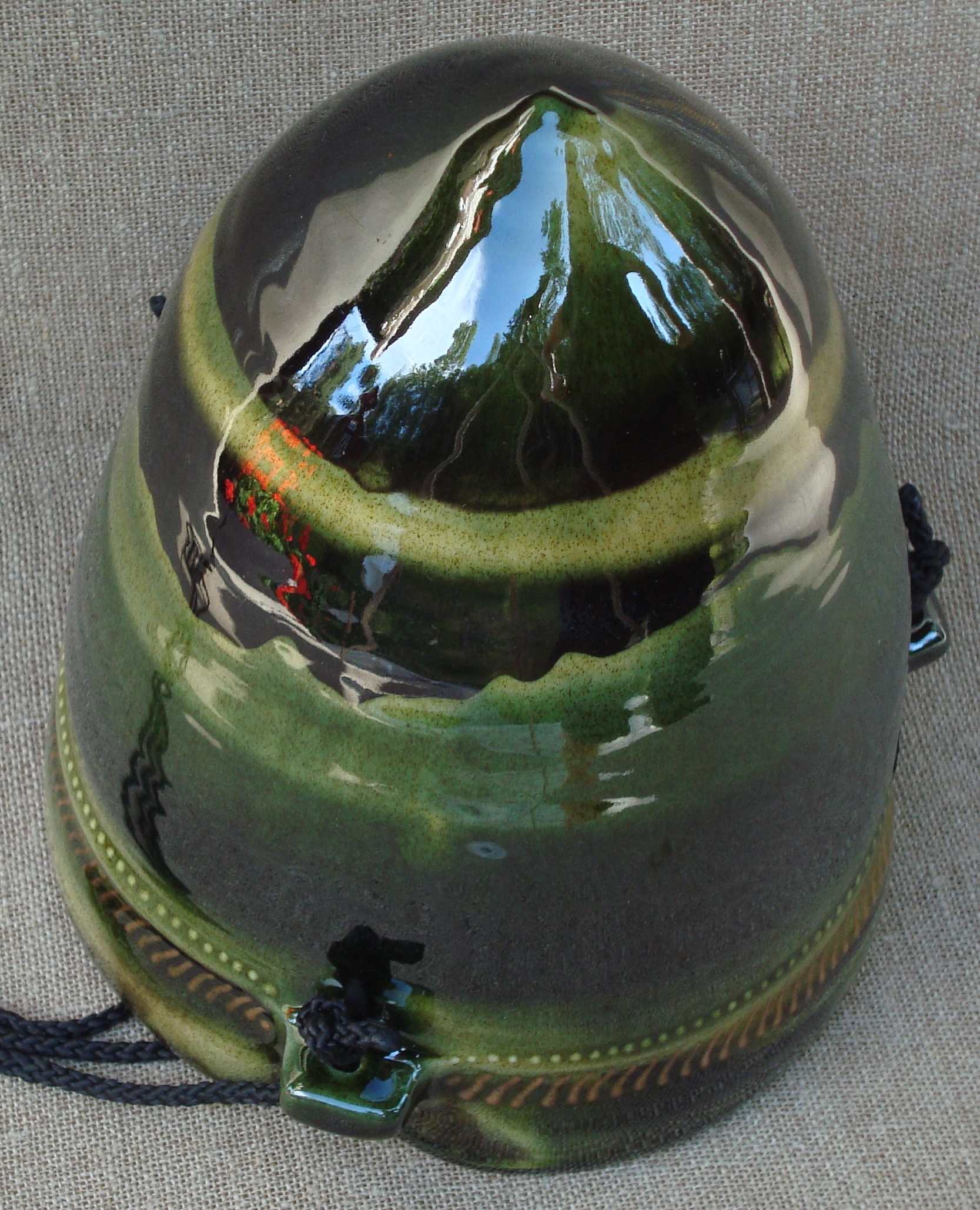
Ampel
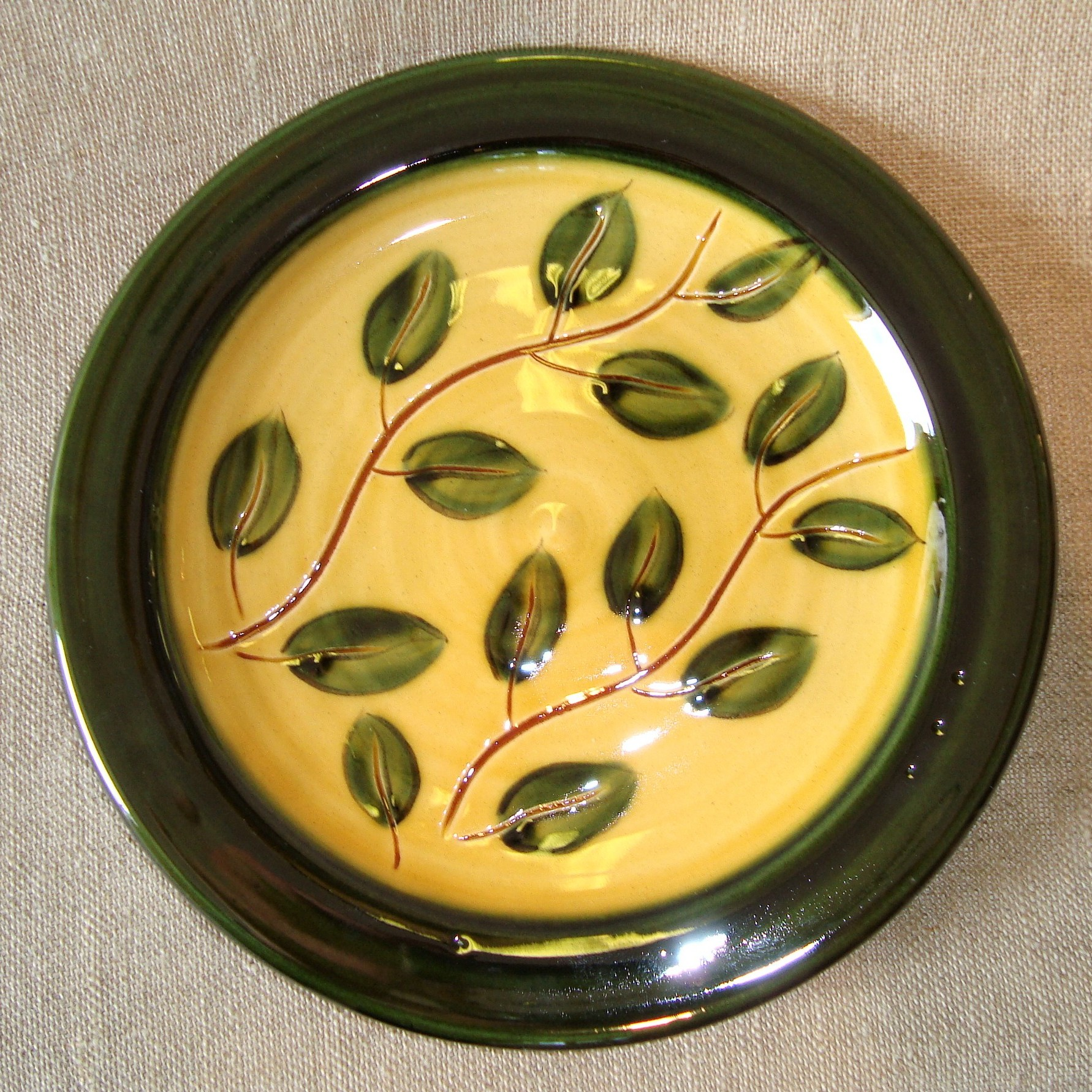
Fat
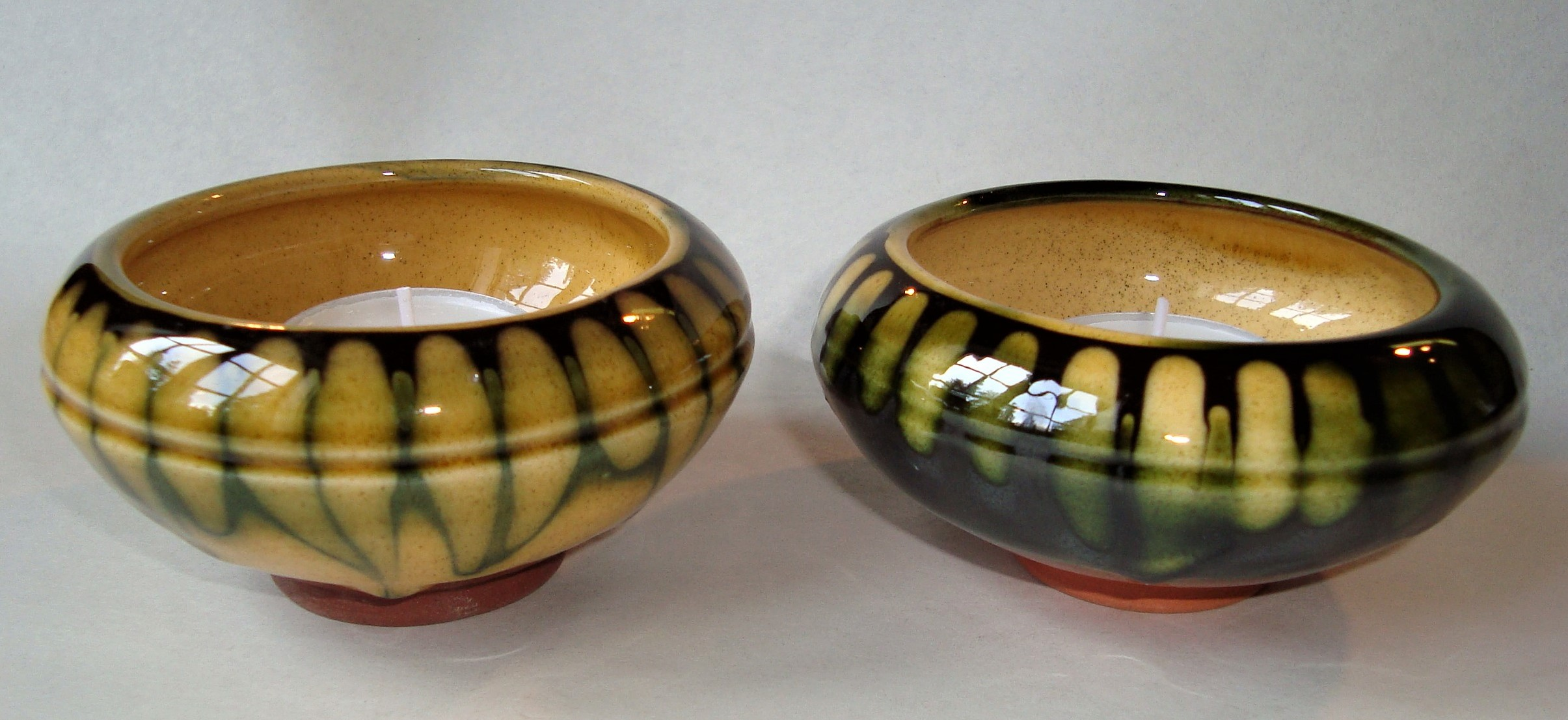
Lyktor
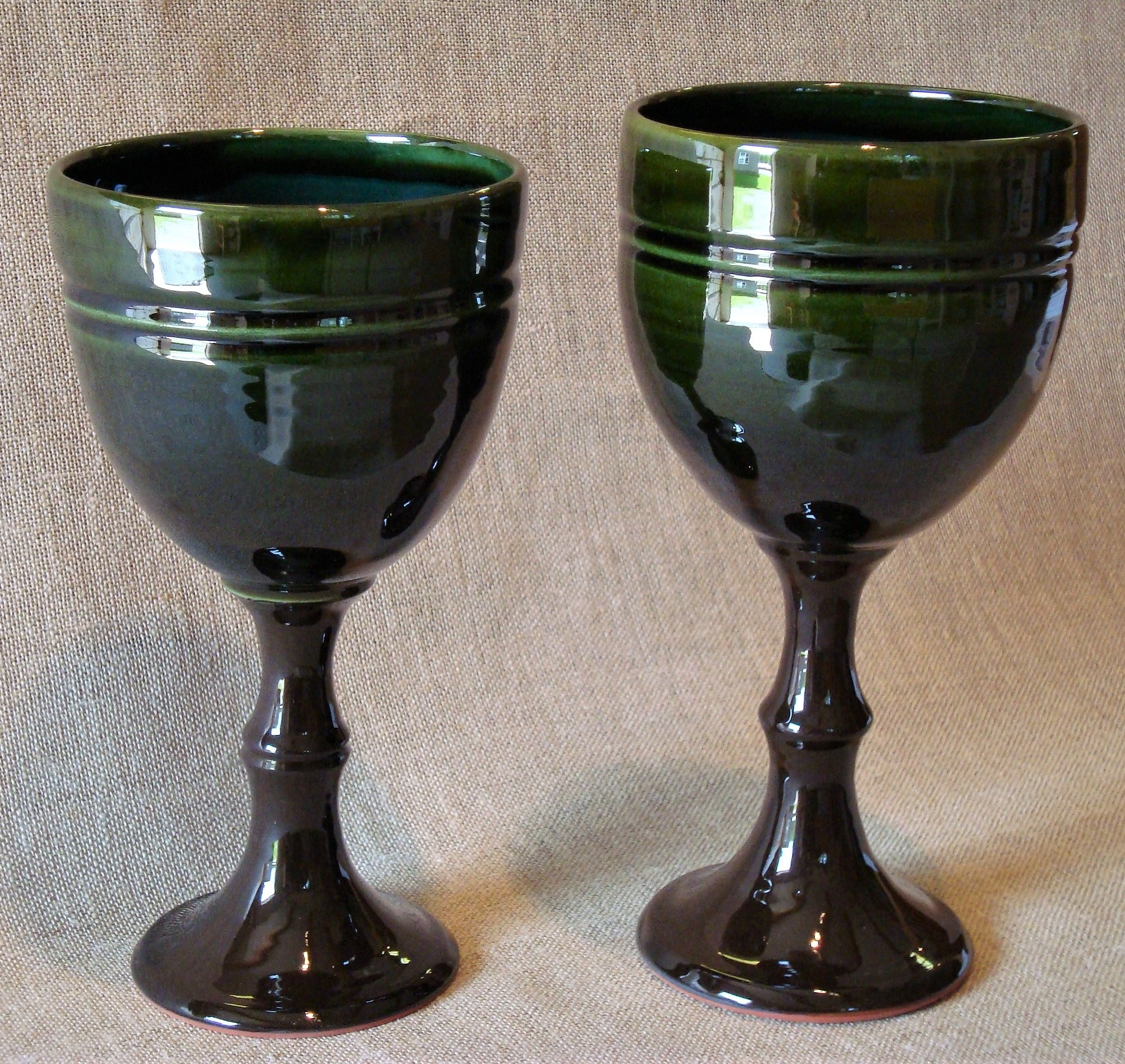
Pokaler
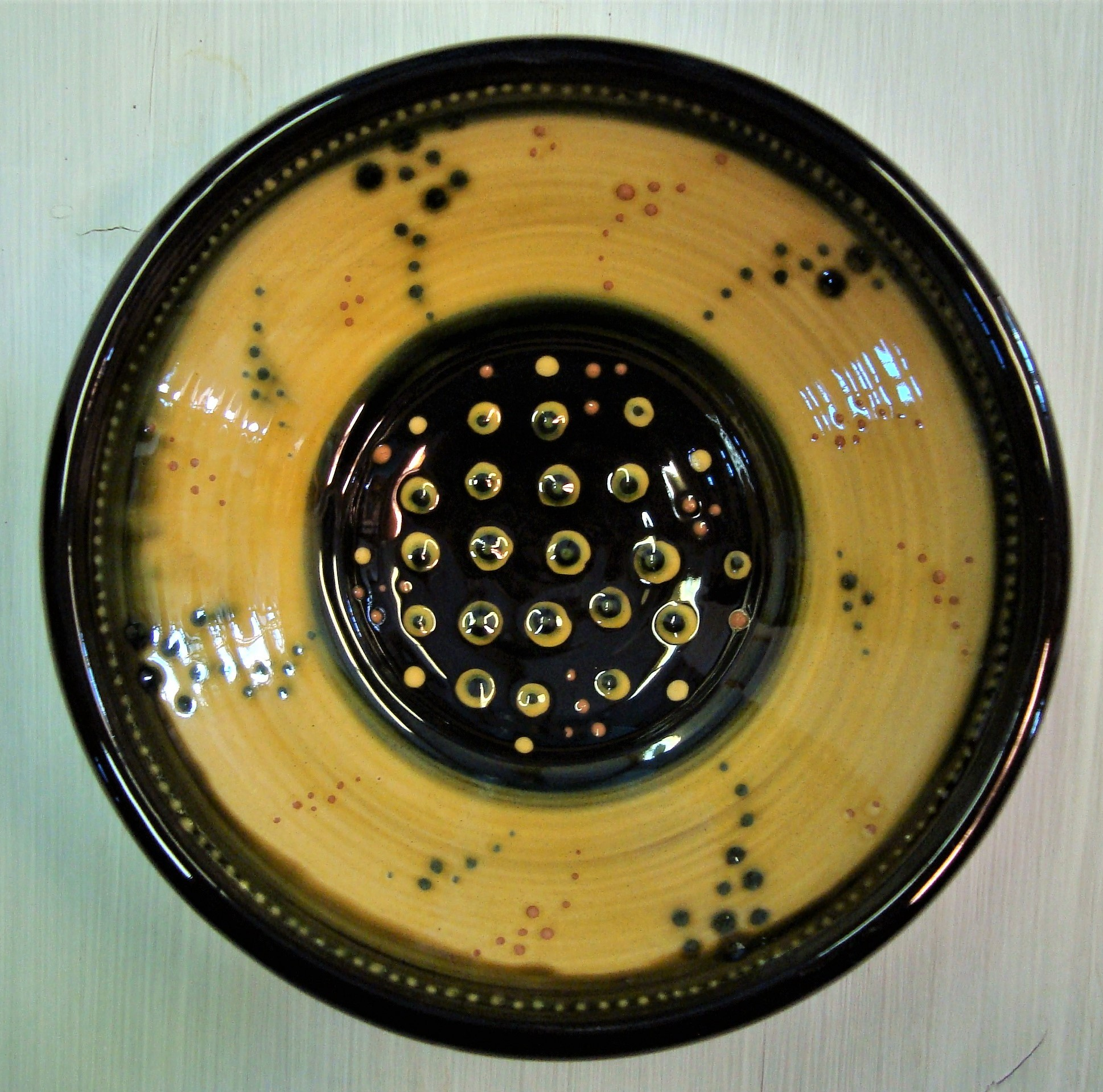
Skål
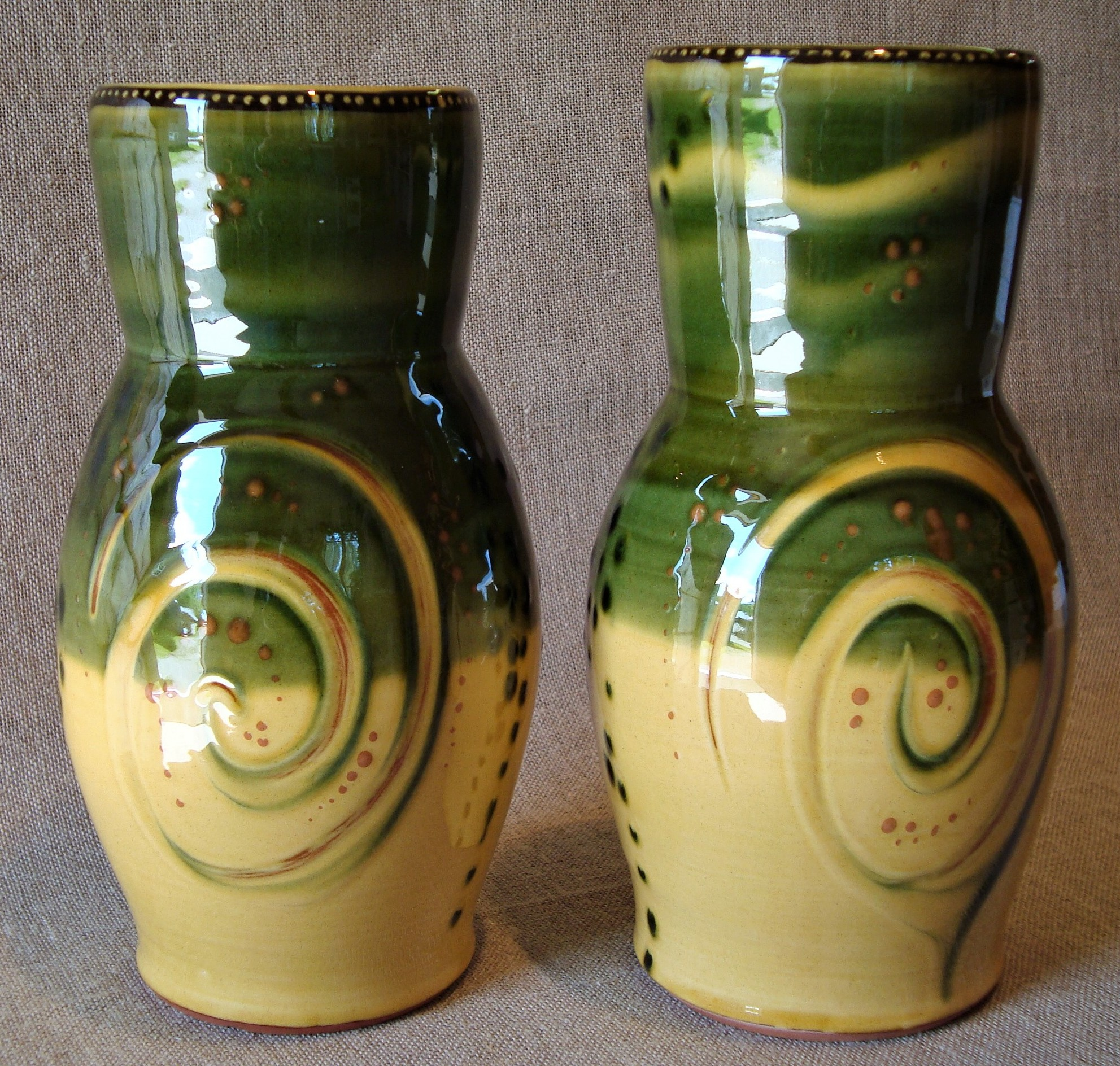
Vaser
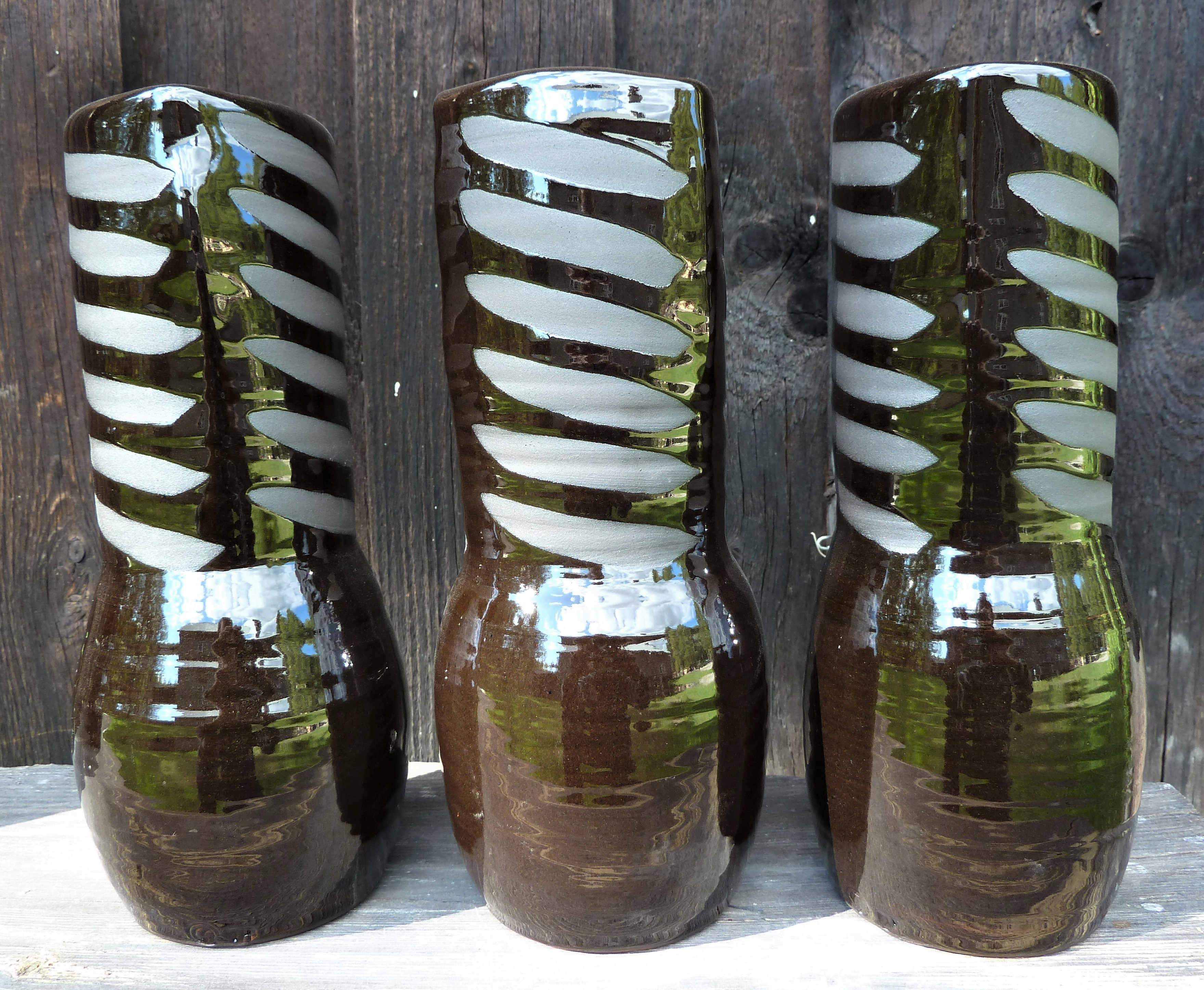
Vaser
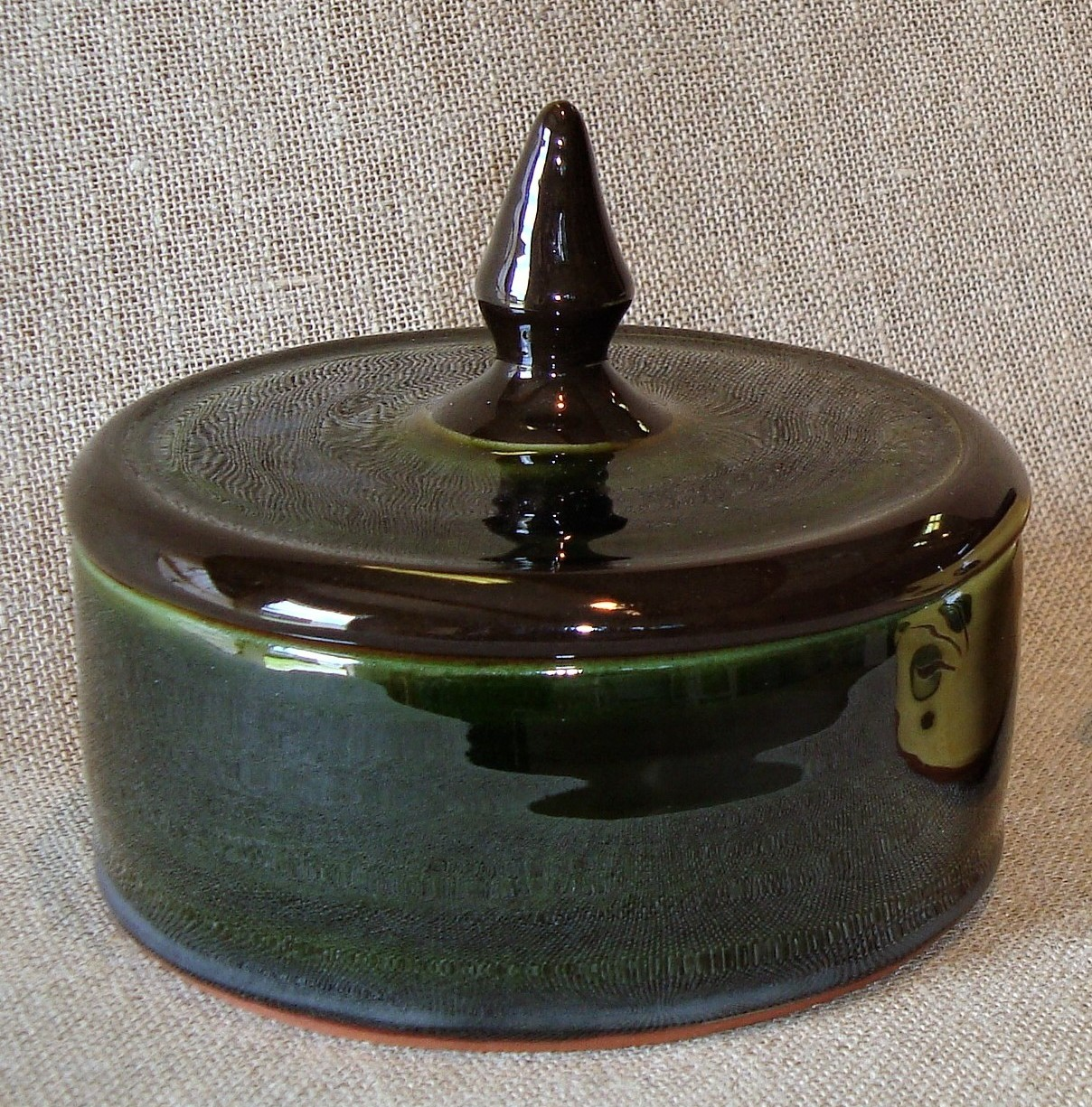
Burk med lock
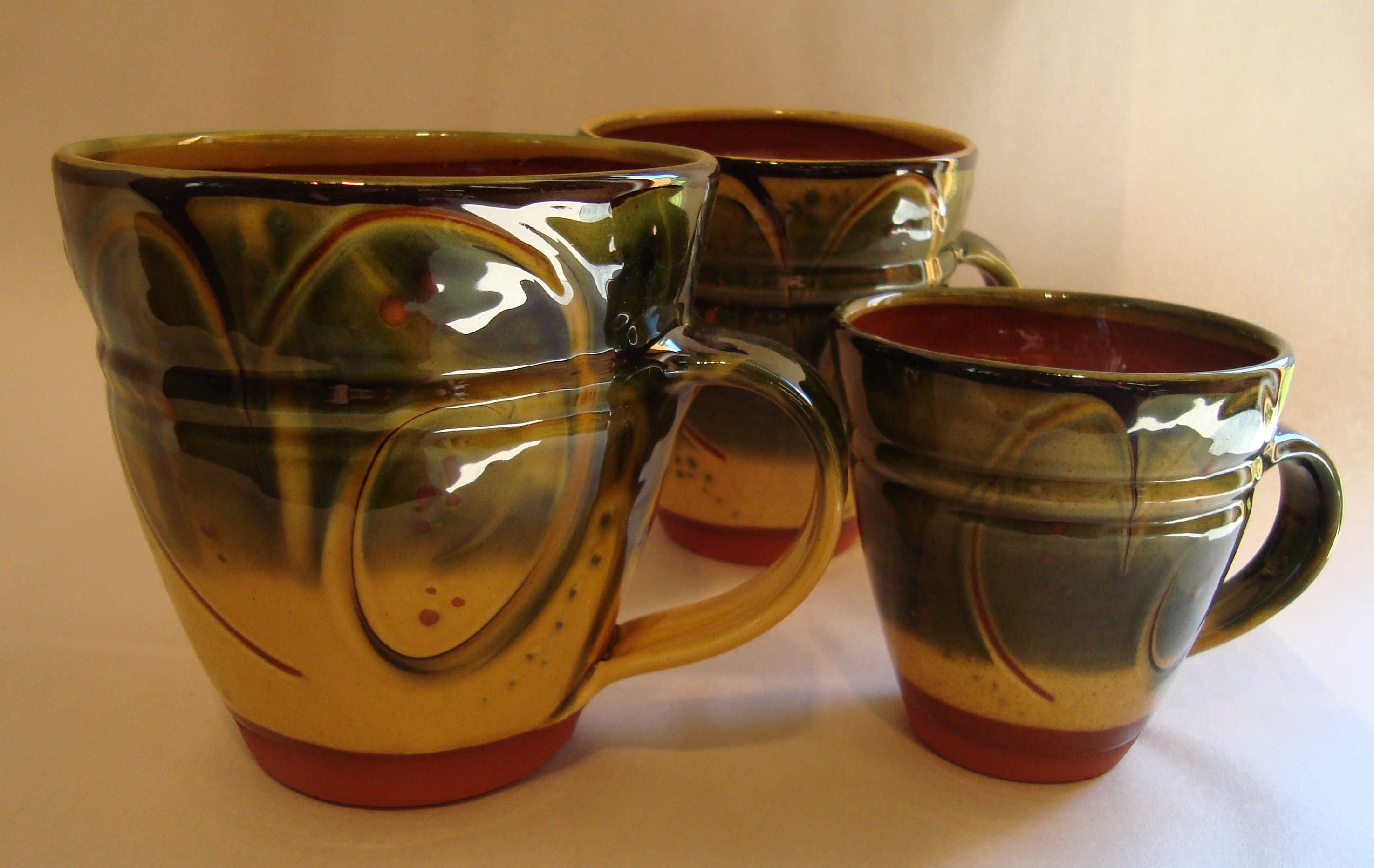
Muggar
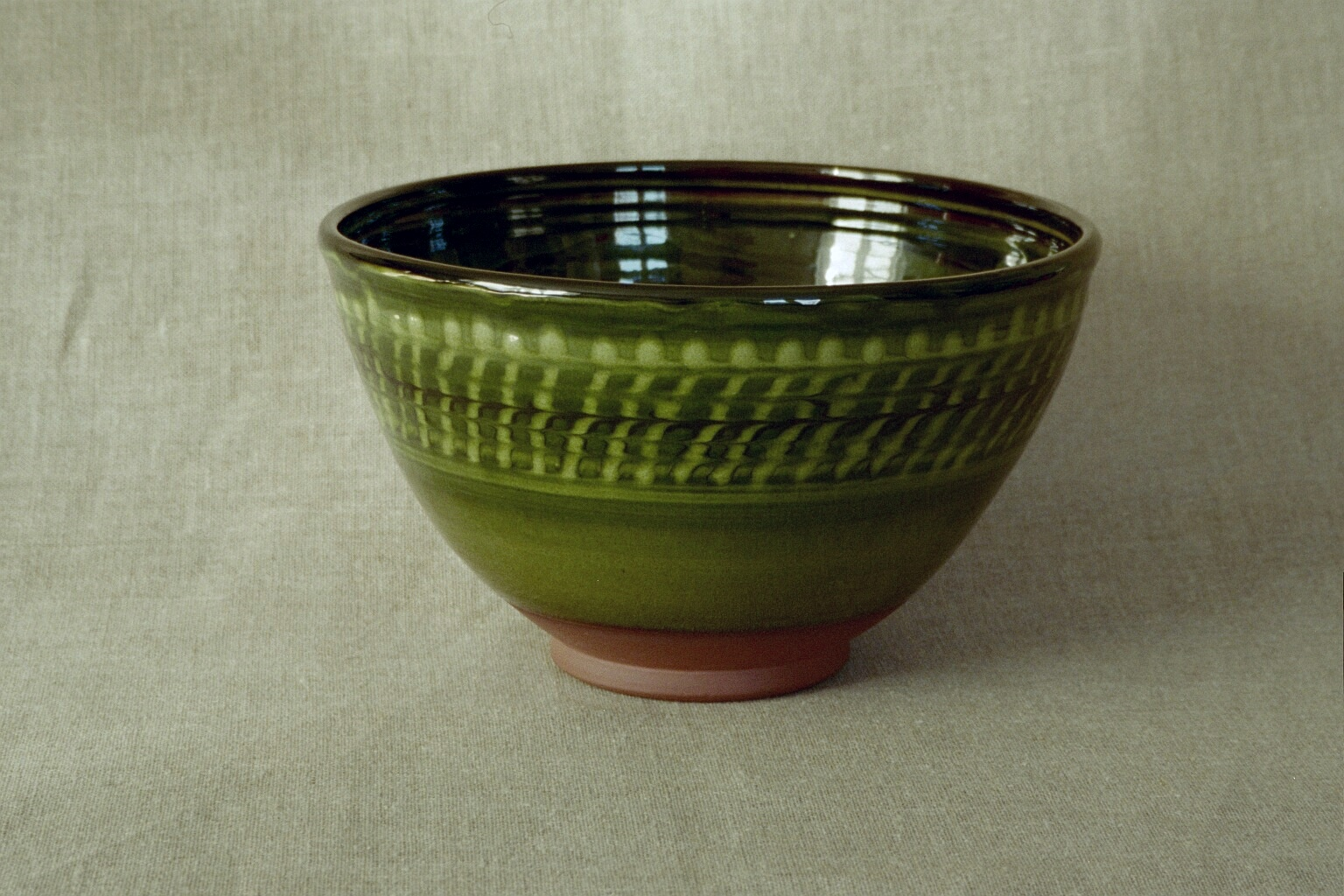
Skål